# Belonogaster indica
Belonogaster indica är en getingart som först beskrevs av Henri Saussure 1854.  Belonogaster indica ingår i släktet Belonogaster och familjen getingar. Inga underarter finns listade.